# Nikolaus Joachim Lehmann
Nikolaus Joachim Lehmann, mais conhecido como N. J. Lehmann (Camina, atual distrito de Radibor, 15 de março de 1921 — Dresden, 27 de junho de 1998), foi um cientista da computação da Alemanha Oriental.

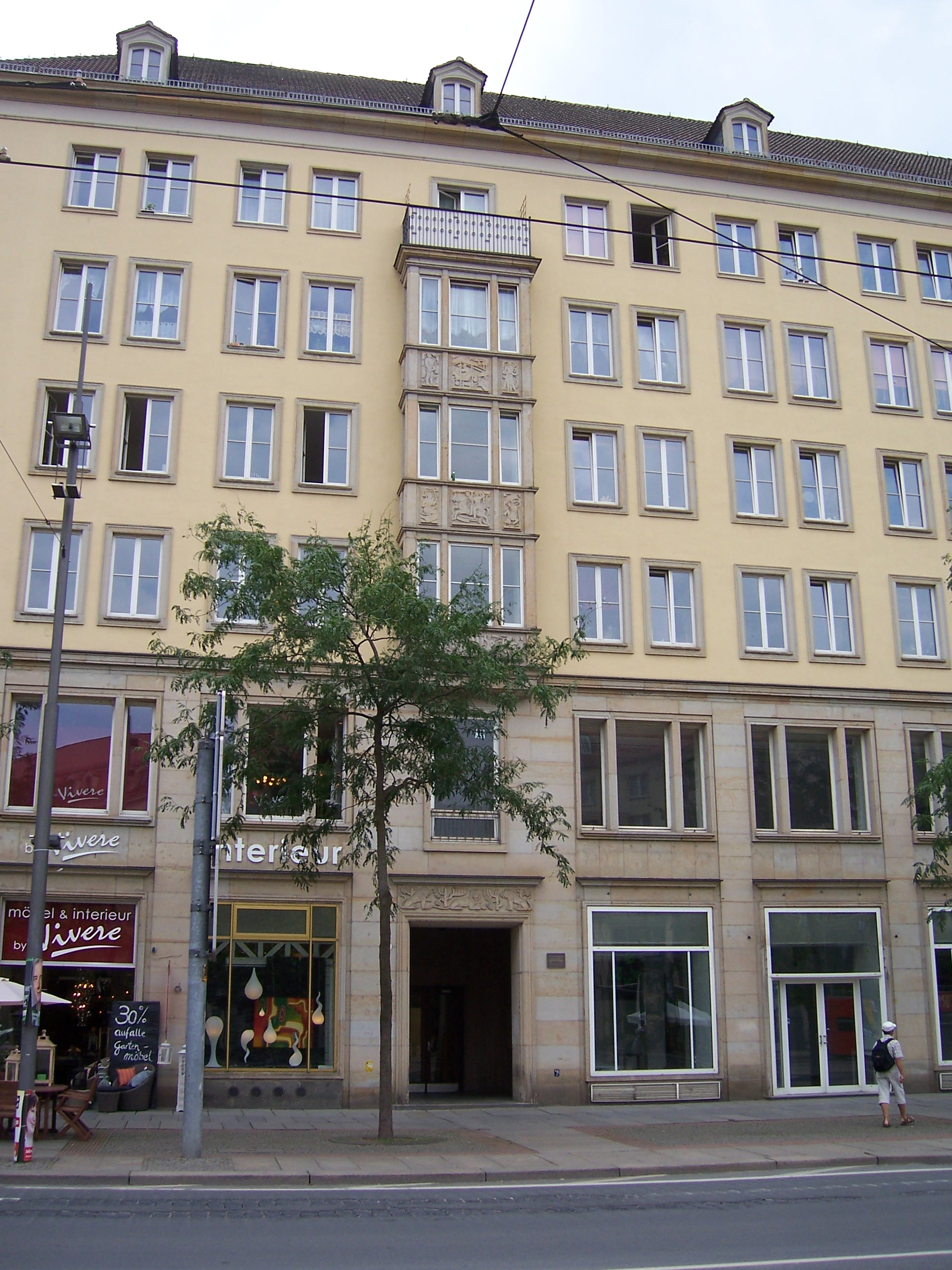
Casa em que Lehmann morou durante muitos anos e onde faleceu, Wilsdruffer Straße, Dresden.

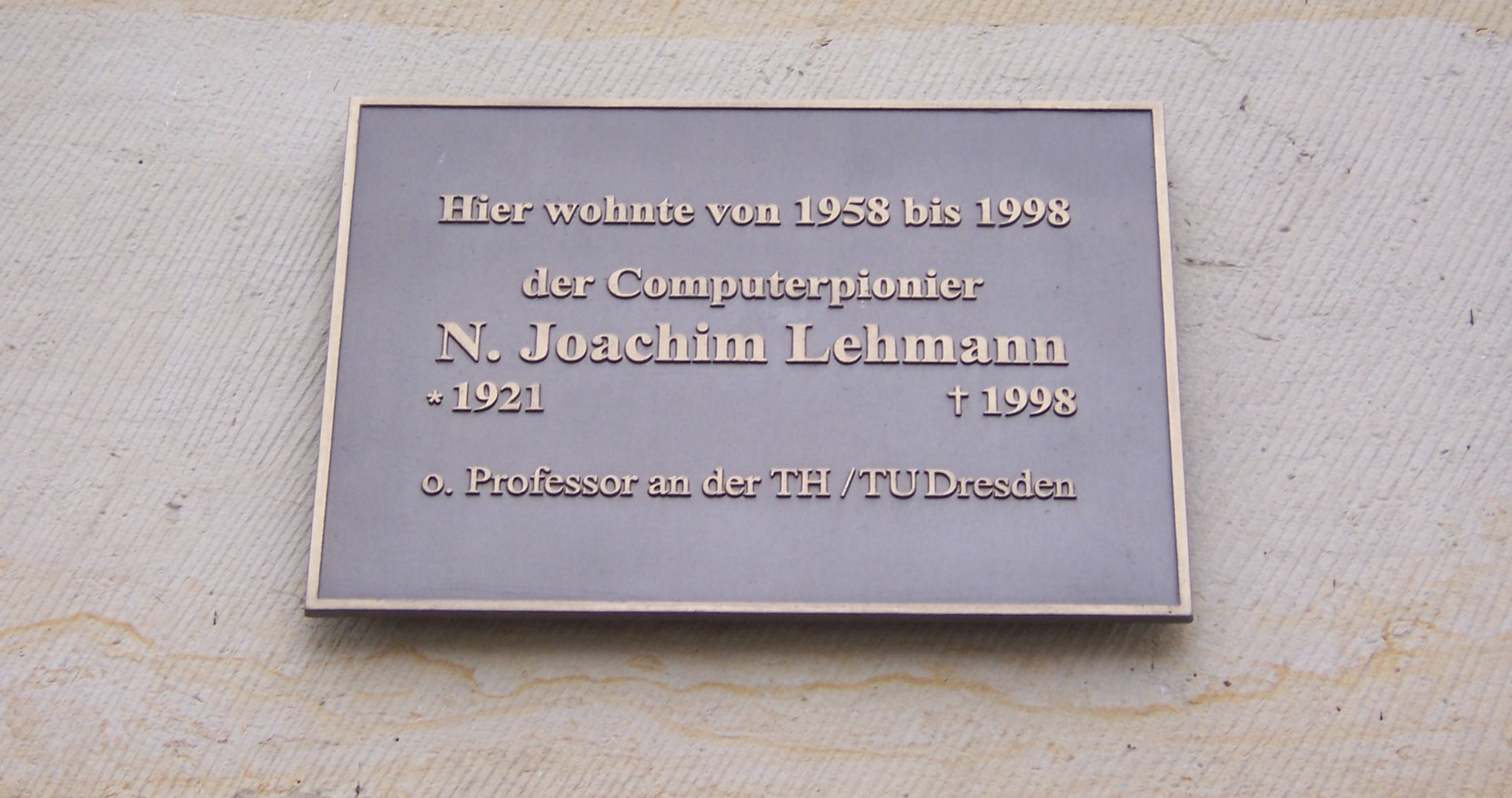
Placa comemorativa na residência de Lehmann, Wilsdruffer Straße, Dresden